# N'Golonianasso
N'Golonianasso is een gemeente (commune) in de regio Sikasso in Mali. De gemeente telt 19.800 inwoners (2009).
De gemeente bestaat uit de volgende plaatsen:
- M'Pèlèkosso

- N'Golonianasso
- N'Gorosso
- N'Torla
- Niamanasso
- Nianabougou
- Niguila
- Soun
- Zankorola
- Zantona